# Церква Воскресіння Христового (Глухів)
Воскресенська церква («церковь Загороде Воскресения Христова») або Церква Воскресіння Христового заградська — це дерев'яна церква, що існувала у Глухові на Сумщині у XVII—XVIII століттях.

## Історія
Точно не відомо, коли було зведено цей храм. Але її освятили у 1670-х роках. Більшість дослідників (В. І. Бєлашов, В. Ю. Ткаченко, П. Райлян, О. М. Корнієнко, Ю. А. Шишкіна) та наявні документи («Церковь Св. Анастасии в Глухове» (описание и история церкви), «Историко-статистического описания Черниговской епархии 1873 года» про Глухів ствреджують, що Воскресенська церква розташовувалась у південно-східному куті загальноміської фортеці столичного Глухова, де потім ні її місці було зведено кам'яну Трьох-Анастасіївську (гетьманську) церкву у 1717 році коштом гетьманші та громадської діячки Анастасії Скоропадської (до шлюбу Маркович).
В той же час, на думку дослідника, В. Г. Пуцка, Воскресенська церква продовжувала існувати до пожежі 1748 року.

## Опис і розташування
Точно не відомо її розташування. Але наявність у назві Церква Воскресіння Христового слова «церковь Загороде», вона не входила в межі тодішнього міста, а розташовувалась за східною межею, тобто, власне в передмісті. Тим більше не могла будуватись за межами столиці гетьманська домова церква.
На плані центральної частини Глухова 1724 року щойно збудовану церкву святої Анастасії зображено у вигляді невеличкої споруди з високою вежею дзвіниці за тодішньою петербурзькою модою. На іншому плані Глухова, також 1724 року, цієї церкви немає. В той же час за межами міської стіни позначено Воскресенську, типологічно подібну до Миколаївської церкви. На плані 1746 року позначена як церква святої Анастасії, так і «церковь Загороде Воскресения Христова», розташування якої, В. Г. Пуцко, деталізує ще далі існуючої нині мурованої Спасо-Преображенської.